# The Underdogs
The Underdogs är en amerikansk produktions-duo bestående av Harvey Mason, Jr. och Damon Thomas. De är verksamma inom R&B och hiphop och har skapat hits åt artister som Toni Braxton Justin Timberlake, Joe och Donell Jones. Deras genombrott kom med "I Like Them Girls" framförd av Tyrese Gibson.